# Volker Heine
Volker Heine (* 19. September 1930 in Hamburg) ist ein britisch-neuseeländischer Physiker.

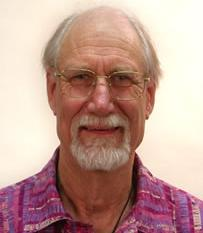
Volker Heine 2012

Volker Heine ist für seine richtungsweisenden theoretischen und computergestützten Untersuchungen der Elektronenstruktur von Festkörpern und Flüssigkeiten und der daraus folgenden Analysen der physikalischen Eigenschaften bekannt.

## Biografie
Volker Heine besuchte die Wanganui Collegiate School und studierte an der University of Otago (Neuseeland). Von 1954  bis 1956 arbeitete er als Shell Stipendiat in der Arbeitsgruppe von Sir Nevill Francis Mott in Cambridge an seiner Dissertation. In den darauf folgenden Jahren erhielt er ein Fellowship am Clare College und wurde Mitglied der neuen Theoriegruppe des  Cavendish-Laboratoriums. Nahezu seine gesamte wissenschaftliche Karriere blieb er in Cambridge, lediglich einen einjährigen Aufenthalt (1956–1957) als Postdoktorand an der University of California in Berkeley sowie mehrere Sabaticals und Forschungsaufenthalte verbrachte er in den USA. 1976 übernahm er die Leitung der „Theory of Condensed Matter“ Arbeitsgruppe. Diese Position hielt er bis zu seiner Emeritierung im Jahr 1997.
Volker Heine war stets äußerst aktiv an der Gestaltung der internationalen Wissenschaftslandschaft insbesondere auf dem Gebiet der atomistischen, elektronischen Computersimulationen beteiligt. Er initiierte Psi-k, ein Netzwerk von Wissenschaftlern aus aller Welt, die sich mit der Weiterentwicklung der rechnergestützten Materialwissenschaften aus ersten Prinzipien beschäftigen. Später übernahm er die Leitung des Netzwerkes. Die Mission von Psi-k ist die Entwicklung grundlegender Theorien, Algorithmen und Softwareprogramme mit dem Ziel Materialeigenschaften zu verstehen, vorherzusagen und Materialien mit gewünschten Eigenschaften zu konstruieren. Psi-k unterstützt dafür die Organisation von Konferenzen, Workshops, Tutorien und Weiterbildungsschulen und beteiligt sich an der  Vermittlung wissenschaftlichen Denkens in die Gesellschaft.
Volker Heine wurde zum Fellow der Royal Society (1974) und der American Physical Society (1987) gewählt. 1972 erhielt er Maxwell-Medaille und Preis und 1993 die Royal Medal der Royal Society (London). Ihm wurde die Dirac-Medaille des Institute of Physics (1994) verliehen und er erhielt den Max-Born-Preis (2001). Er war Gastprofessor an mehreren Universitäten auf der ganzen Welt und auswärtiges wissenschaftliches Mitglied am Max-Planck-Institut für Festkörperforschung in Stuttgart.
2010 stiftete er den Psi-k Young Investigator Award, der seit 2015 als Psi-k Volker Heine Young Investigator Award verliehen wird.

## Forschung
Die Forschung von Volker Heine beschäftigt sich im Wesentlichen mit dem Verständnis (a) des Verhaltens von Materialien durch Elektronenstrukturberechnungen, (b) des Ursprungs von inkommensurabel modulierten Materialien und (c) der Struktur und Eigenschaften von Mineralien aus atomarer Sicht. Sein Forschungsschwerpunkt war dabei die  Elektronenstrukturtheorie und vor allem die Entwicklung mehrerer fundamentaler Konzepte für die Festkörperphysik. Seine wegweisenden Arbeiten zu Pseudopotentialen bilden eine Grundlage für die meisten gegenwärtig vorgenommenen Elektronenstruktur- und Gesamtenergie-Berechnungen (speziell für Halbleiter und so genannte „sp-gebundene Metalle“). Er entwickelte auch die grundlegende Beschreibung von Elektronen-Phononen Kopplung und ein Großteil unseres Verständnisses über die Struktur und atomaren Relaxationen an Oberflächen wurde von Heine begründet. Ferner liefert seine bahnbrechende Forschung über die komplexe Bandstruktur und seine wegweisenden Beiträge zur Theorie von Oberflächenzuständen die Grundlage für die Beschreibung von elektronischen Eigenschaften von Festkörpern und Grenzflächen. Dazu zählen das Konzept Metall-induzierter Bandlücken-Zustände  an Metall-Halbleiter Heterostrukturen und das Verständnis von Schottky-Kontakten. Zu seinen wichtigen Beiträgen gehören die Formulierung einer Rekursionsmethode für Elektronenstrukturuntersuchungen, eine Theorie inkommensurabler Strukturen von Polytypen von Siliziumkarbid und ein Modell für inkommensurable und Framework-Strukturen von Mineralien. Er untersuchte magnetische Eigenschaften von Festkörpern, verschiedene Aspekte von Kristallphasenübergängen, thermische Ausdehnung und vieles mehr. Volker Heine hat mehr als 200 wissenschaftliche Arbeiten, mehrere eingeladene Übersichtsartikel und ein Lehrbuch veröffentlicht.

## Schriften
- Group theory in quantum mechanics. Dover 2007
- mit Marvin Cohen, James C. Phillips: Quantum mechanics of materials. In: Scientific American. Band 246, Juni 82, S. 82ff.